# Dangeardiella
Dangeardiella is een geslacht van schimmels uit de orde Pleosporales. De typesoort is Dangeardiella macrospora.

## Soorten
Volgens Index Fungorum telt het geslacht twee soorten (peildatum februari 2022): 
| Soortnaam                | Auteur(s)                    | Publicatiejaar |
| ------------------------ | ---------------------------- | -------------- |
| Dangeardiella fusiformis | W. Obrist                    | 1959           |
| Dangeardiella macrospora | (J. Schröt.) Sacc. & P. Syd. | 1899           |